# Vùng hành chính (Ý)
Vùng hành chính là cấp hành chính địa phương thứ nhất ở Ý. Mỗi vùng hành chính của Ý lại được Ủy ban châu Âu xem là một vùng cấp hai của Liên minh châu Âu.

## Vùng hành chính
Hiến pháp Ý năm 1948 đã cho công nhận, bảo hộ và khuyến khích quyền tự chủ theo vùng để đảm bảo rằng các dịch vụ công được cung cấp theo phương thức phân quyền ở mức cao nhất có thể. Tuy nhiên, năm vùng (Friuli-Venezia Giulia, Sardinia, Sicilia, Trentino-Alto Adige/Südtirol, và Aosta Valley) có quyền tự chủ cao hơn 15 vùng khác. Năm vùng này có quyền lập pháp trong một số lĩnh vực. Mười lăm vùng khác chỉ thực sự được thành lập vào năm 1970 khi xu hướng phân quyền được thúc đẩy ở Ý cũng như ở phương Tây.
Hiến pháp sửa đổi năm 2001 trao thêm nhiều quyền tự chủ cho các vùng đặc biệt là quyền lập pháp và giảm đáng kể sự can thiệp của trung ương vào công việc của các vùng.
Mỗi vùng hành chính của Ý có một hội đồng nhân dân được thành lập bằng hình thức bầu cử và có một Giunta Regionale (ủy ban hành pháp khu vực) đứng đầu là một chủ tịch ủy ban được chọn ra bằng hình thức bỏ phiếu trực tiếp. Giunta có trách nhiệm trước hội đồng nhân dân và phải từ chức nếu như không còn được hội đồng này tín nhiệm.
Năm 2005, chính phủ trung hữu của Silvio Berlusconi đã đề xuất một cải cách hiến pháp nữa theo đó các vùng hành chính sẽ có nhiều quyền tự chủ hơn và sẽ biến Italia thành một nhà nước liên bang. Tuy nhiên, vào tháng 6 năm 2006, đề xuất của chính phủ Berlusconi đã bị phủ quyết.
Dưới vùng hành chính là cấp hành chính tỉnh và dưới nữa là làng.
| Số thứ tự | Vùng                           | Thủ phủ    |
| --------- | ------------------------------ | ---------- |
| 1         | Abruzzo                        | L'Aquila   |
| 2         | Valle d'Aosta (Vallée d'Aoste) | Aosta      |
| 3         | Puglia (hoặc Puglie)           | Bari       |
| 4         | Basilicata                     | Potenza    |
| 5         | Calabria                       | Catanzaro  |
| 6         | Campania                       | Napoli     |
| 7         | Emilia-Romagna                 | Bologna    |
| 8         | Friuli-Venezia Giulia          | Trieste    |
| 9         | Lazio                          | Roma       |
| 10        | Liguria                        | Genova     |
| 11        | Lombardia                      | Milano     |
| 12        | Marche                         | Ancona     |
| 13        | Molise                         | Campobasso |
| 14        | Piemonte                       | Torino     |
| 15        | Sardegna                       | Cagliari   |
| 16        | Sicilia                        | Palermo    |
| 17        | Trentino-Nam Tirol             | Trento     |
| 18        | Toscana                        | Firenze    |
| 19        | Umbria                         | Perugia    |
| 20        | Veneto                         | Venezia    |

## Nhóm liên vùng
Hai mươi vùng hành chính nói trên lại nhóm lại thành 5 nhóm liên vùng tương ứng với 5 vùng cấp một của Liên minh châu Âu. Tuy nhiên, việc đặt ra các nhóm liên vùng thế này chỉ nhằm tạo thuận lợi cho công tác thống kê và quản lý hỗ trợ tài chính. Không có cơ quan lãnh đạo nhóm liên vùng nào được thành lập. Cũng không có thủ phủ của nhóm liên vùng.

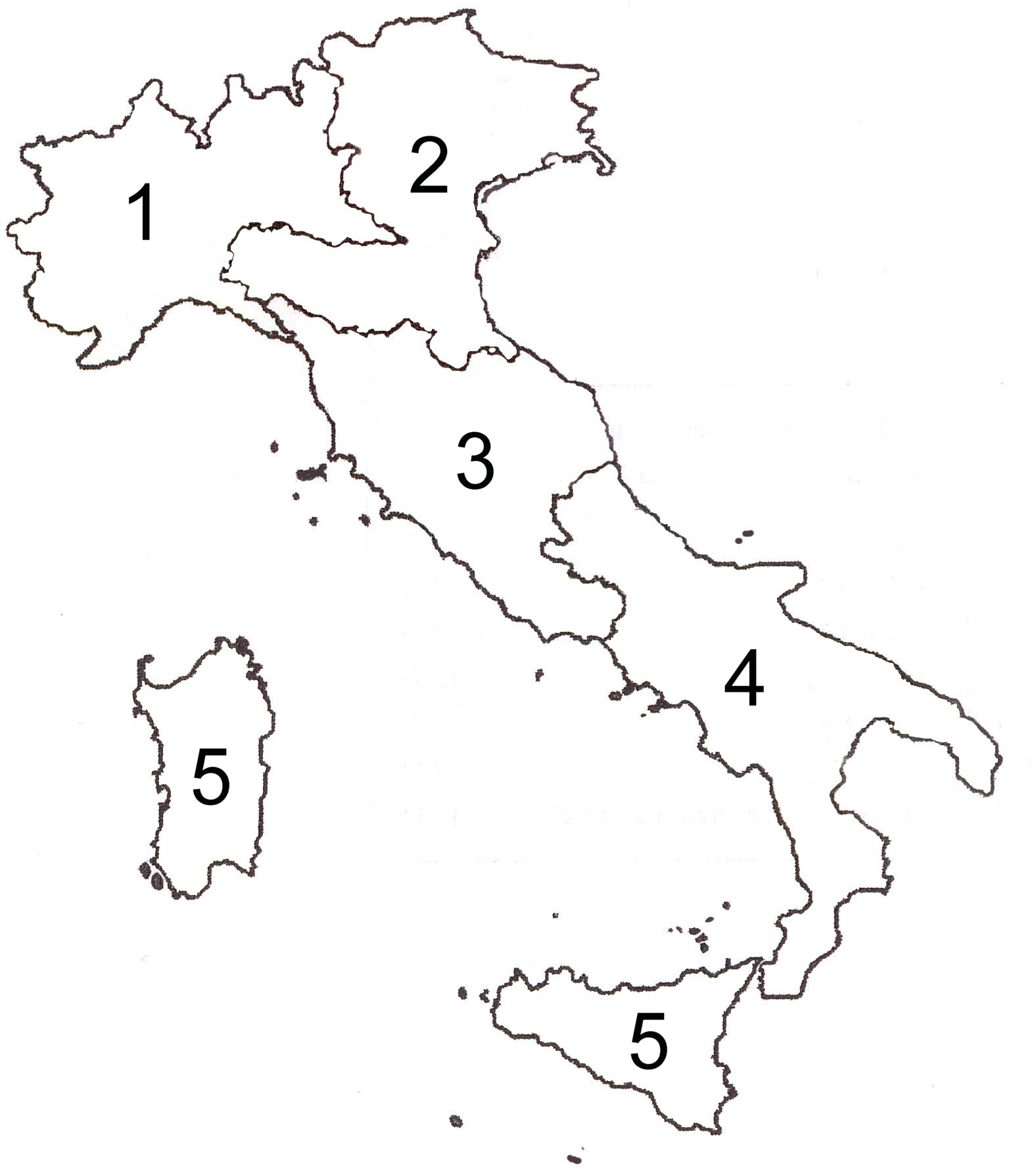
Năm nhóm liên vùng ở Italia.

| STT | Tên nhóm liên vùng   | Các vùng hành chính trong nhóm                                    |
| --- | -------------------- | ----------------------------------------------------------------- |
| 1   | Nord-Ovest (Tây Bắc) | Thung lũng Aosta, Piemonte, Lombardia, Liguria                    |
| 2   | Nord-Est (Đông Bắc)  | Friuli-Venezia Giulia, Veneto, Trentino-Nam Tirol, Emilia-Romagna |
| 3   | Centro (Trung)       | Toscana, Marche, Lazio, Umbria                                    |
| 4   | Sud (Nam)            | Abruzzo, Molise, Campania, Apulia, Basilicata, Calabria           |
| 5   | Isole (Các đảo)      | Sicilia, Sardegna                                                 |